# سترومیانی
سترومیانی (به بلغاری: Strumyani) یک منطقهٔ مسکونی در بلغارستان است که در استان بلاگووگراد واقع شده‌است.
 سترومیانی  ۱٬۰۱۴ نفر جمعیت دارد و ۱۲۸ متر بالاتر از سطح دریا واقع شده‌است.